# Marshall Brement
Marshall Brement (sinh ngày 10 tháng 1 năm 1932 tại Thành phố New York – mất ngày 6 tháng 4 năm 2009 ở Tucson, Arizona) là một nhân viên của Bộ Ngoại giao Hoa Kỳ, từng giữ chức Đại sứ Hoa Kỳ tại Iceland năm 1981–1985 và sau khi nghỉ hưu là giáo sư tại Đại học Virginia.

## Học vấn
Brement tốt nghiệp Trường Brooklyn College với bằng Cử nhân Nghệ thuật và lấy bằng Thạc sỹ Nghệ thuật tại Đại học Maryland vào năm 1955. Ông thông thạo nhiều ngoại ngữ gồm tiếng Nga, tiếng Trung (tiếng Quan Thoại và tiếng Quảng Châu), tiếng Pháp, tiếng Tây Ban Nha, tiếng Iceland và tiếng Indonesia. Ông là Đại sứ Hoa Kỳ đầu tiên công khai nói chuyện với người dân Iceland bằng ngôn ngữ của họ. Brement đã lập gia đình và có ba đứa con.

## Sự nghiệp ngoại giao
Brement gia nhập Bộ Ngoại giao vào năm 1956 với tư cách là nhân viên trợ lý Cục Đông Á và Thái Bình Dương. Ông tham gia khóa đào tạo tiếng Trung ở Đài Trung năm 1958–1960, và là sĩ quan chính trị ở Hồng Kông năm 1960–1963. Từ năm 1963 đến 1964 theo học tiếng Nga tại Học viện Đối ngoại Hoa Kỳ. Từ năm 1964 đến 1966 là sĩ quan chính trị tại Moskva. Sau nhập học Học viện Công vụ Quốc gia tại Đại học Stanford năm 1966–1967. Tiếp tục đảm nhiệm trưởng bộ phận chính trị ở Singapore (1967–1970), cố vấn ngoại giao về các vấn đề công vụ ở Jakarta, Indonesia (1970–1973), cố vấn ngoại giao về các vấn đề công vụ ở Sài Gòn, Việt Nam Cộng hòa (1973–1974), cố vấn ngoại giao về các vấn đề chính trị ở Moskva (1974–1976), và ở Madrid, Tây Ban Nha (1977–1979). Về sau chuyển công tác sang Hội đồng An ninh Quốc gia với tư cách là cố vấn của Liên Xô cho Tổng thống Jimmy Carter và là người đại diện cho Đại sứ Hoa Kỳ Jeane Kirkpatrick tại Liên Hợp Quốc trước khi được bổ nhiệm làm đại sứ tại Reykjavík vào năm 1981.
Sau khi rời khỏi Iceland, ông đã trải qua bốn năm tại Trường Đại học Hải quân Hoa Kỳ ở Newport, R.I., với cương vị Trưởng nhóm Nghiên cứu Chiến lược Tác chiến Hải quân Hoa Kỳ, một tổ tư vấn cố vấn cho Chủ nhiệm Tác chiến Hải quân Hoa Kỳ.
Ông từng là giáo sư thỉnh giảng tại Đại học Quốc phòng Hoa Kỳ, và từ năm 1999 đến năm 2002, ông là giáo sư về môn quan hệ quốc tế của Đại học Virginia. Ông là người thông thạo khá nhiều ngoại ngữ gồm tiếng Pháp, tiếng Tây Ban Nha, tiếng Do Thái, tiếng Nga, tiếng Trung (tiếng Quan Thoại và tiếng Quảng Châu), tiếng Iceland và tiếng Indonesia.

## Tác phẩm xuất bản
- Organizing ourselves to deal with the Soviets (1978).
- Three Modern Icelandic Poets (1985). (Thơ của Steinn Steinarr, Jón úr Vör và Matthías Johannessen. Brement dịch)
- The Naked Machine (1988). (Thơ của Mattías Johannessen. Brement dịch)
- Reaching Out to Moscow: From Confrontation to Cooperation (1991).
- New Journeys (2004). (Thơ của Mattías Johannessen. Brement, Joe Allard và Bernard Scudder dịch chung.)
- Day of the Dead (2006). tiểu thuyết chính trị, lấy bối cảnh Việt Nam, được Bạch Phương dịch sang tiếng Việt với nhan đề Ngày tàn Ngụy chúa, Nhà xuất bản Thanh Niên, 2011.